# Seleção de Artsaque de Futebol
A Seleção de Artsaque de Futebol representa a República de Artsaque nas competições de futebol. Não é afiliada à FIFA nem à UEFA, e por este motivo, não pode disputar a Copa do Mundo nem a Eurocopa.

## História
Em 17 de setembro de 2012, Artsaque tornou-se um membro provisório do N.F.-Board e uma semana depois disputou seu primeiro jogo competitivo fora contra a Abecásia. No mês seguinte, jogou a partida de volta em casa contra o mesmo adversário. Sua primeira competição competitiva foi a Copa do Mundo CONIFA de 2014, realizada em Östersund, na Suécia. A Associação das Federações de Futebol do Azerbaijão não conseguiu diexar de participar da competição depois de entrar em contato com a CONIFA, que recusou-se a revogar o seu convite e Artsaque terminou em nono lugar geral depois de perder para a Ilha de Man e o Condado de Nice e vencer Darfur e Lapônia.
Em 2019, Artsaque voltou às competições da CONIFA organizando a Copa Europeia CONIFA de 2019, onde terminou na quinta posição.
Em 2023, Artsaque disputaria as eliminatórias para a Copa do Mundo CONIFA de 2024. A equipe foi sorteada no Grupo D com a Abecásia. A partida estava originalmente marcada para 10 de julho de 2023, mas foi adiada pela CONIFA para uma data posterior. Acabou sendo cancelada devido ao aumento das tensões entre a Armênia e o Azerbaijão devido ao bloqueio de Artsaque. Em 19 de setembro de 2023, o Azerbaijão lançou uma ofensiva militar contra Artsaque. O governo se rendeu e anunciou a dissolução de todas as instituições governamentais até o final de 2023. Atualmente não se sabe se a equipe irá se reorganizar novamente. No entanto, Artsaque continua a ser um membro listado da CONIFA e foi listado como membro ativo na Assembleia Geral Anual de 2024.

## Desempenho em Competições

### Copa do Mundo CONIFA
- 2014 - Nono Lugar
- 2016 e 2018 - Não participou

### Copa Europeia CONIFA
- 2015 e 2017 - Não participou
- 2019 - Classificada automaticamente por ser a anfitriã